# 고우피아속
고우피아속은 속씨식물 속의 일종으로, 고우피아과의 유일속이다. 신열대구에 자생한다. 3종이 남아메리카의 열대 북부 지역에서 발견된다.
종
- Goupia cinerascens
- Goupia glabra (이명. G. paraensis, G. tomentosa)
- Goupia guatemalensis

이 속은 이전에는 노박덩굴목의 노박덩굴과에 속해 있었다.